# Краснопресненская набережная
Краснопре́сненская на́бережная (до 1940 года — Пре́сненская на́бережная) — набережная на левом берегу Москвы-реки в Пресненском районе Центрального административного округа города Москвы. Проходит под мостами «Багратион» и Новоарбатский. Является продолжением Пресненской набережной, переходит в Смоленскую набережную. На набережную выходят Выставочный и Глубокий переулки, улицы 1905 года и Николаева. Набережная сооружена из сборного железобетона, облицованного гранитом.

## Происхождение названия
Набережная получила своё название в 1940 году в память вооруженного восстания 1905 года. Ранее называлась Пресненской набережной по местности Пресня и одноимённой реке.

## История
Краснопресненская набережная возникла в 1760—1770-х годах. В конце XVIII века в местности «Три горы» была построена Прохоровская мануфактура (ныне Трёхгорная мануфактура). В 1965—1979 годах на набережной был построен Дом Советов РСФСР (ныне Дом Правительства Российской Федерации).
В 2007 году западной части набережной от моста «Багратион» возвращено историческое название Пресненская набережная.

## Примечательные здания и сооружения

Краснопресненская набережная, вид с дома № 6 в сторону Москва-Сити

- № 2 — Дом Советов РСФСР (1965—1979, архитекторы Д. Н. Чечулин, П. П. Штеллер), ныне — Дом Правительства Российской Федерации
- № 2/1 — между Глубоким переулком и улицей Николаева на набережную выходит фасад жилого дома, построенного в начале 1950-х годов по проекту архитектора И. И. Ловейко. Первоначально предполагалось, что дом станет частью огромного жилого комплекса, который должен был занять большую часть территории, на которой стоит современный Дом правительства Российской Федерации[2]. В доме проживал, там же был арестован и умер в 1977 году советский дипломат и американский разведчик Александр Огородник («Трианон»).
- № 6 — ИФД Капиталъ.
- № 10, стр. 1, 6, 7 — Электрическая станция фабрики «Трёхгорная мануфактура», ныне — ГТ-ТЭЦ Энерго:
  - Главный корпус с турбинным и котельным отделениями и башней химической водоочистки (1925—1928, архитектор М. И. Бабицкий, инженер А. Сорокин)[3][4];
  - Разгрузочный сарай (1954—1955, архитектор З. М. Розенфельд)[4];
  - Эстакады 1 и 2, дробильное отделение (1925—1928, архитектор М. Бабицкий, инженеры А. Сорокин, В. Лавров)[4].
- № 12 — Здание Совинцентра (1977—1981, архитекторы В. С. Кубасов, М. В. Посохин, П. И. Скокан)[5], ныне — Центр международной торговли.
- № 14 — Выставочный комплекс (1972—1979, архитекторы М. В. Посохин, Б. И. Тхор, Л. Котовой, Н. Шретер и др.), ныне — Экспоцентр.
- № 14, стр. 1 — жилой комплекс Capital Towers (2023, архитектор С. А. Скуратов).
- № 14, стр. 2 — храм преподобного Серафима Саровского на Краснопресненской набережной (2009).
- № 16, стр. 1 — Торгово-пешеходный мост «Багратион» (1997, архитектор Б. И. Тхор, конструктор В. И. Трауш).

## Транспорт

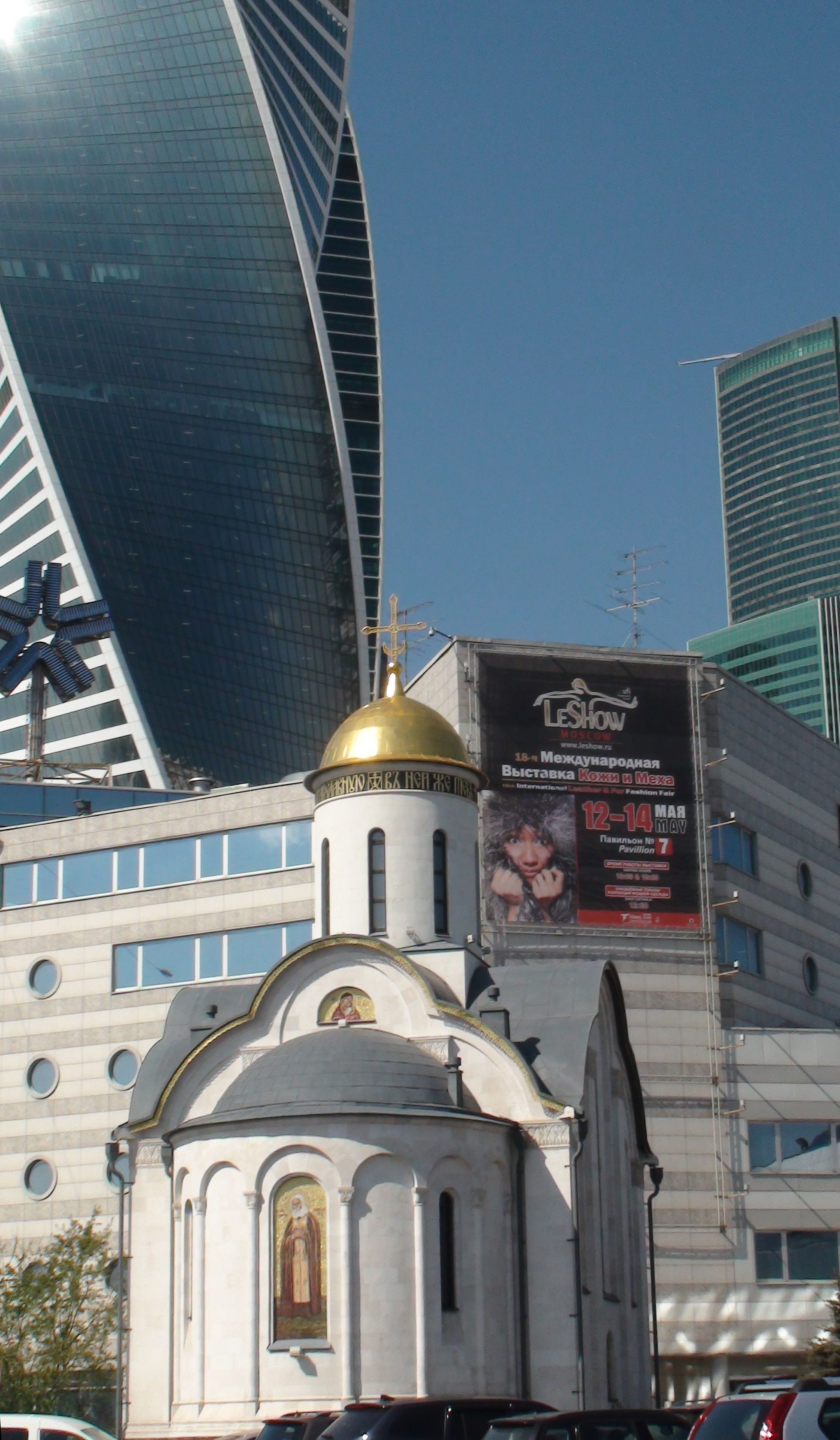
Храм Серафима Саровского

В 600 м от конца набережной — станция метро  Смоленская. По участку набережной между улицей Николаева и площадью Свободной России следует автобус 315 и электробус м31. Также между Пресненской набережной и улицей 1905 года следует автобус с344, на котором можно доехать до станции метро  Москва-Сити.